# 比特溫 (喬治亞州)
比特溫（英語：Between）是一個位於美國喬治亞州沃爾頓縣的城鎮。

## 地理
比特溫的座標為33°48′50″N 83°48′33″W / 33.81389°N 83.80917°W，而該地的平均海拔高度為293米（即961英尺）。

## 人口
根據2010年美國人口普查的數據，比特溫的面積為2.20平方千米，當中陸地面積為2.20平方千米，而水域面積為0.00平方千米。當地共有人口296人，而人口密度為每平方千米135人。